# السيادة القبلية في الولايات المتحدة

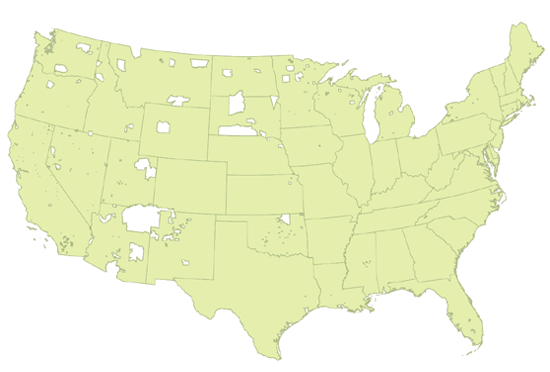

السيادة القبلية في الولايات المتحدة الأمريكية، وهي مفهوم السلطة الطبيعية الذي تستخدمه القبائل الأصلية لحكم نفسها داخل حدود الولايات المتحدة الأمريكية. تعترف الحكومة الفيدرالية للولايات المتحدة الأمريكية أن الأمم القبلية هي «أمم أصلية تابعة لها»، بل وأنشأت عددًا من القوانين التي تحاول توضيح العلاقة بين الحكومة الفيدرالية للولايات المتحدة الأمريكية وحكومات القبائل الأصلية.

## السيادة الأمريكية الأصلية والدستور
يذكر دستور الولايات المتحدة الأمريكية القبائل الأمريكية الأصلية ثلاث مرات:
- تنص المادة الأولى، القسم الثاني، الفقرة الثالثة من الدستور أنه «يجب توزيع كل من النواب والضرائب المباشرة على مختلف الولايات... باستثناء الهنود غير الخاضعين للضرائب». وفقًا لمجلد جوزيف ستوري التعليقات على دستور الولايات المتحدة، «وُجد هناك هنود أيضًا في العديد من الولايات، وربما معظمها، ولم يُعاملوا باعتبارهم مواطنين في تلك الفترة، ولم يشكلوا جزءًا من المجتمعات المستقلة أو القبائل أيضًا، وهو الأمر الذي يؤكد ممارسة السيادة العامة داخل حدود الدولة وسلطات الحكومة».[2]
- تنص المادة الأولى، القسم الثامن من الدستور أنه «يجب على الكونغرس أن يمتلك السلطة لتنظيم التجارة مع الدول الأجنبية، وبين شتى الولايات، ومع القبائل الهندية»، وهو الأمر الذي يحدد طبيعة علاقة القبائل الهندية المنفصلة عن الحكومة الفيدرالية، والولايات، والدول الأجنبية.[3][4]
- والتعديل الرابع عشر، القسم الثاني، الذي يعدل توزيع النواب الوارد في المادة الأولى، القسم الثاني.[5]

غُيرت هذه الأحكام الأساسية أو وُضحت من خلال العديد من القوانين الفيدرالية التي أُقرت عبر تاريخ الولايات المتحدة الأمريكية. على مر التاريخ، عني التنظيم تسهيل الأمور أكثر من الحكم أو الإدارة بشكل أكثر عصرية. ولذلك، كان كونغرس الولايات المتحدة الوسيط التجاري بين الولايات والقبائل.
تُلخص المحكمة العليا هذه الأحكام الدستورية والتفسيرات اللاحقة في ثلاثة مبادئ للقانون الهندي الأمريكي:
- السيادة الإقليمية: تُعتبر السلطة القبلية سلطة أساسية في الأراضي الهندية، لا تمنحها الولايات التي تتوضع ضمنها هذه الأراضي.
- مذهب السلطة المُطلقة: يتمتع الكونغرس، وليس السلطة التنفيذية أو السلطة القضائية، بسلطة مطلقة فيما يتعلق بالمسائل التي تمس القبائل الهندية. تُعطي المحاكم الفيدرالية اهتمامًا أكبر للكونغرس بشأن المسائل الهندية أكثر من المواضيع الأخرى.
- علاقة الثقة: يقع على عاتق الحكومة الفيدرالية «واجب حماية» القبائل، الأمر الذي يعني ضمنًا (مثلما وجدت المحاكم) ضرورة وجود السلطات التشريعية والتنفيذية التي ستؤدي هذا الواجب.[10]

## نبذة تاريخية مبكرة

### ثلاثية مارشال (1823 - 1832)
ثلاثية مارشال، وهي مجموعة مؤلفة من ثلاث قرارات للمحكمة العليا اتخذتها في أوائل القرن التاسع عشر، لتؤكد على المكانة القانونية والسياسية للأمم الهندية.
- قرار قضية جونسون ضد مينتوش (1823)، والذي اعتبر أن المواطنين العاديين لا يمكنهم شراء الأراضي من الأمريكيين الأصليين.
- قرار قضية شيروكي ضد جورجيا (1831)، والذي أكد على تبعية أمة شيروكي، بعلاقة مع الولايات المتحدة مثل علاقة «القاصر مع وصيه».
- قرار قضية ورسستر ضد جورجيا (1832)، والذي حدد العلاقة بين القبائل والولاية والحكومة الفيدرالية، قائلًا إن الحكومة الفيدرالية هي السلطة الوحيدة التي تتعامل مع الأمم الهندية.

### قانون الاعتمادات الهندية لعام 1871
تألف قانون الاعتمادات الهندية لعام 1871 من فرعين مهمين. أنهى الأول منهما اعتراف الولايات المتحدة بالقبائل الأمريكية الأصلية أو الأمم المستقلة الفائضة، وحظر أيضًا المعاهدات الفائضة. الأمر الذي تطلب من الحكومة الفيدرالية التعامل مع القبائل المختلفة من خلال التشريعات، وليس من خلال المعاهدات:
لا يُقر بأية أمة أو قبيلة هندية داخل أراضي الولايات المتحدة أو يُعترف بها بصفتها أمة أو قبيلة أو سلطة مستقلة قد تتعاقد معها الولايات المتحدة بموجب معاهدة: شريطة ألا يُفسر أي شيء وارد في هذه الوثيقة على أنه إبطال أو مساس بالتزام أي معاهدة أُبرمت وصُدّق عليها بشكل قانوني مع أي أمة هندية أو قبيلة.
-        قانون الاعتمادات الهندية لعام 1871
كانت الولايات المتحدة قد اعترفت قبل عام 1871 بأن القبائل الهندية هي قبائل شبه مستقلة.
جعل قانون عام 1871 كلًا من ارتكاب جريمة القتل، والقتل غير المتعمد، والاغتصاب، والاعتداء بنية القتل العمد، وإحراق الممتلكات، والسطو، والاختلاس، جريمةً فيدرالية داخل أي إقليم من أقاليم الولايات المتحدة.

### الولايات المتحدة ضد كاغاما (1886)
أكدت المحكمة العليا في الولايات المتحدة قانون عام 1871 في قضية الولايات المتحدة ضد كاغاما عام 1886، والتي أكدت أن الكونغرس يمتلك سلطة كاملة على جميع القبائل الأمريكية الأصلية الموجودة داخل حدودها، وذلك من خلال تسويغ أن «سلطة الحكومة العامة التي كانت قوية في يومٍ من الأيام على ما تبقى من هذه الأعراق... هي سلطة ضرورية لحمايتهم وكذلك لسلامة القاطنين منهم في هذه الولايات».
أكدت المحكمة العليا أن حكومة الولايات المتحدة «تملك الحق والسلطة لحكمها عن طريق أعمال الكونغرس، بدلًا من حكمها بموجب المعاهدات، وذلك لأنها تقع ضمن الحدود الجغرافية للولايات المتحدة... لا يدين الهنود بالولاء لولاية يمكن أن يكون وجود محمياتها فيها مؤكدًا، بل ولا تمنحهم أي نوع من أنواع الحماية».

### تفويض المحاكم القبلية 1833
وافق المفوض الهندي على قواعد «محكمة الجرائم الهندية» في 10 أبريل عام 1883، بعد مرور خمس سنوات على تأسيس سلطات الشرطة الهندية في مختلف المحميات الهندية.
أمنت المحكمة مكانًا لمحاكمة التهم الجنائية، ولكنها لم تقدم أي تخفيف للقبائل التي تسعى إلى حل المسائل المدنية. إذ استهدفت قواعد المحاكم الجديدة الممارسات الدينية القبلية على وجه التحديد، والتي أسماها «الطقوس الوثنية»، بل وحث المفوض المحاكم على «تدمير العلاقات القبلية بأسرع ما يمكن».
بدأ الكونغرس بعد خمس سنوات أخرى بتقديم الأموال من أجل تشغيل المحاكم الهندية.
مر قرابة قرن من الزمن قبل أن تحدد محاكم الولايات المتحدة الصلاحيات التي بقيت مخولة للأمم القبلية، وذلك خلال فترة القرن الأول للأمة الجديدة، التي أوضحت المحاكم الأمريكية فيها بعض حقوق ومسؤوليات الولايات والحكومة الفيدرالية تجاه الأمم الهندية.
أوكلت الحكومة الفيدرالية في هذه الأثناء بملكية وإدارة الأصول، والأراضي، وموارد المياه، وحقوق المعاهدات الخاصة بالأمم القبلية، وذلك بصفتها وصيًا مكلفًا بحماية مصالح هذه الأمم وممتلكاتها.

### قانون التخصيص العام (قانون دوز المتعدد)، 1887
نُسب القانون لصاحبه سيناتور ماساتشوستس (هنري لورنس دوز)، رئيس لجنة الشؤون الهندية بمجلس الشيوخ، بعد أن تبناه الكونغرس في عام 1887. جاء هذا القانون خطوةً حاسمة في مهاجمة الجانب القبلي للهنود في ذلك الوقت.
قسّم القانون في الحقيقة أراضي معظم القبائل إلى حصص صغيرة لتوزيعها على العائلات الهندية، وبيع باقي الأراضي إلى المشترين ذوي البشرة البيضاء.
حصل الهنود الذين قبلوا الأراضي الزراعية وأصبحوا «متحضرين»، على الجنسية الأمريكية. ولكن أثبت القانون نفسه أنه عبارة عن كارثة للهنود، إذ فُقدت الكثير من الأراضي القبلية ودُمرت التقاليد الهندية الثقافية، وكان البيض هم المستفيد الأكبر من هذه العملية، فعلى سبيل المثال، تدفق 50,000 مستوطن أبيض (في فترة يوم واحد، 22 أبريل عام 1889) فور إتاحة الحكومة مساحة مليوني فدان (8100 كيلو متر) من الأراضي الهندية في أوكلاهوما.
تطور العلاقات: تطورت العلاقة بين الحكومات القبلية والحكومات الفيدرالية من خلال الشراكات والاتفاقيات، وواجهت أيضًا العديد من المشاكل بالطبع، مثل مشاكل التمويل التي أدت إلى عدم القدرة على بناء بنية تحتية اجتماعية وسياسية مستقرة تترأس هذه القبائل أو الولايات.